# Hopewell (Nova Jérsei)
Hopewell é um distrito localizado no estado americano de Nova Jérsei, no Condado de Mercer.

## Demografia
Segundo o censo americano de 2000, a sua população era de 2035 habitantes.
Em 2006, foi estimada uma população de 2022, um decréscimo de 13 (-0.6%).

## Geografia
De acordo com o United States Census Bureau tem uma área de
1,8 km², dos quais 1,8 km² cobertos por terra e 0,0 km² cobertos por água. Hopewell localiza-se a aproximadamente 81 m acima do nível do mar.

## Localidades na vizinhança
O diagrama seguinte representa as localidades num raio de 12 km ao redor de Hopewell.